# San Gimignano
San Gimignano és una petita vila emmurallada d'origen medieval, erigida dalt d'un turó de la Toscana, a Itàlia, al nord-oest de Siena i al sud-oest de Florència. És famosa per la seva arquitectura medieval i, especialment, les seves torres, que es poden veure de lluny estant. El centre històric ha estat declarat Patrimoni de la Humanitat per la UNESCO l'any 1990.
És conegut també pels seus vins blancs, la Vernaccia di San Gimignano, fets amb la varietat de garnatxa local.

## Història
San Gimignano fou fundat pels etruscs al segle iii aC. Està documentada des del segle x, en què va adoptar el nom del bisbe Geminià, que havia defensat la vila dels huns d'Àtila.
A l'edat mitjana i al Renaixement, era una de les etapes de la via Francígena, el camí que duia els pelegrins catòlics des del nord de França fins a Roma i el Vaticà. El desenvolupament de la vila també es veié afavorit pel comerç dels productes agrícoles dels fèrtils turons veïns.
El 1199, durant el període de més esplendor, la vila es va independitzar dels bisbes de Volterra, de qui depenia fins llavors. Les picabaralles entre güelfs i gibel·lins van dificultar la vida diària del municipi, que, amb tot i això, es va embellir amb magnífics exemples artístics i arquitectònics.
Santa Fina, o Serafina, fou una santa italiana del segle xiii nascuda a San Gimignano el 1238. La vila commemora la seva festa major el 12 de maig en record del dia de 1253 en què va morir la santa. El seu santuari principal es troba a San Gimignano, on encara es conserva la que, segons la tradició, en fou la casa natal.
El 8 de maig del 1300, San Gimignano va hostatjar el Dant en qualitat d'ambaixador de la lliga Güelfa a la Toscana.
La vila va gaudir de prosperitat fins al 1348, en què la plaga que va assotar tot Europa la va obligar a sotmetre's a Florència. San Gimignano va passar a ser un nucli secundari fins al segle xix, en què va començar a tornar a florir com a destinació turística i artística.

## Llocs d'interès
Mentre en altres ciutats, com ara Bolonya o Florència, la major part de les seves torres han desaparegut a causa de les guerres, les catàstrofes naturals o la renovació urbanística, San Gimignano ha aconseguit conservar catorze torres de diversa alçada de les 72 que hi havia hagut durant l'època de puixança, que han esdevingut el seu senyal característic arreu del món.
De la quinzena d'esglésies de la vila, en destaquen la Col·legiata, antiga catedral, i Sant'Agostino, que recull un extens catàleg d'obres dels artistes renaixentistes italians més representatius.
El Palazzo Comunale (o palau Municipal), antic palau del Podestà, actualment és la seu de la Pinacoteca Municipal, amb obres de Sebastiano Mainardi, Pinturicchio, Benozzo Gozzoli, Filippino Lippi, Domenico di Michelino i Pier Francesco Fiorentino, entre d'altres. Dins del palau, es pot visitar també la sala de Dante, amb la Majestat de Lippo Memmi, i accedir a la torre del Podestà o torre Grossa, del 1311, que amb 54 m és la més alta de totes.
Al cor de San Gimignano hi ha quatre places: la Piazza della Cisterna, la Piazza del Duomo (on hi ha la Col·legiata), la Piazza Pecori i la Piazza delle Erbe. Els carrers principals són la via San Matteo i la via San Giovanni, que travessa la vila de nord a sud.